# Saurostomus
Saurostomus is een geslacht van uitgestorven straalvinnige beenvissen, behorend tot de Pachycormiformes. Het leefde in het Vroeg-Jura (Toarcien, ongeveer 182 miljoen jaar geleden) en zijn fossiele overblijfselen zijn gevonden in Europa (Engeland, Duitsland, Frankrijk).

## Naamgeving
Saurostomus esocinus werd benoemd in 1843 door Louis Agassiz op basis van onvolledige fossiele overblijfselen uit Engeland. De geslachtsnaam betekent "reptielmuil" en de soortaanduiding "snoekvormig". Vervolgens werd dit dier lang verward met het geslacht Pachycormus. Van deze laatste vorm onderscheidt het zich echter door enkele kenmerken, vooral craniaal. Saurostomus is vooral bekend om de uitstekende fossielen die zijn gevonden in de bekende Holzmaden-afzetting in Duitsland, maar er zijn ook andere fossielen gevonden in Frankrijk en Engeland.

## Beschrijving
Saurostomus was groot van formaat en over het algemeen meer dan anderhalve meter lang. Het robuuste maar slanke lichaam had twee grote borstvinnen, bijzonder langwerpig. De staartvin was breed en voorzien van twee bijna identieke lobben, met talrijke vinstralen om hem te ondersteunen. De schedel was sterk en kort, voorzien van een gebit bestaande uit talrijke sterke en puntige tanden; het uiteinde van de snuit was voorzien van een kort spits rostrum, een kenmerk dat ook wordt gevonden in andere soortgelijke vissen uit latere perioden (Orthocormus, Protosphyraena).

## Fylogenie
Saurostomus maakt deel uit van de Pachycormiformes, een groep beenvissen die verscheen in het Vroeg-Jura, met archaïsche kenmerken en dicht bij de oorsprong van de Teleostei. In het bijzonder is Saurostomus een lid die Pachycormiformes welke hoektanden bezitten die lijken op die van barracuda's (en net als de laatste moet het een vraatzuchtig roofdier zijn), maar sommige schedelkenmerken brengen het dichter bij de gigantische tandeloze pachycormiforme Leedsichthys.